# Tussles in Brussels
Tussles in Brussels' är en DVD av det svenska rockbandet The Hives, utgiven 15 november 2005. Liveframträdandet är en inspelning från 29 oktober, 2004 när bandet var på turné i Bryssel, Belgien.  Vid sidan av liveframträdandet innehåller DVD:n också sex musikvideor, sex tv-framträdanden och en 30-minuters dokumentärfilm berättad av D. W. Johnson. 

## Live-låtlistan
1. "Abra Cadaver" – 1:39
2. "Antidote" – 3:01
3. "Missing Link" – 2:11
4. "Main Offender" – 2:36
5. "State Control" – 3:37
6. "Walk Idiot Walk" – 4:05
7. "Outsmarted" – 3:01
8. "A Little More For You" – 4:16
9. "Die, All Right!" – 2:41
10. "The Hives - Declare Guerre Nucleaire" – 2:17
11. "No Pun Intended" – 3:29
12. "Hate To Say I Told You So" – 5:31
13. "Born to Cry" – 2:22
14. "Supply and Demand" – 4:53
15. "Diabolic Scheme" – 3:15
16. "Two-Timing Touch and Broken Bones" – 4:55
17. "B is for Brutus" – 2:38
18. "Dead Quote Olympics" – 2:27
19. "A.K.A. I-D-I-O-T" – 4:15

## TV-Låtlistan

### Top of the Pops
- "Main Offender"
- "Walk Idiot Walk"

### Later with Jules Holland
- "Main Offender"
- "Supply and Demand"
- "Die, All Right!"
- "Hate to Say I Told You So"

## Musikvideor
- "A Little More For Little You"
- "Abra Cadaver"
- "Walk Idiot Walk"
- "Two-Timing Touch and Broken Bones"
- "Hate to Say I Told You So"
- "Die, All Right!"